# Lawinit
Lawinit, lavinit – stop metali z domieszką piasku i siarki, potocznie zwany sztucznym lub czarnym marmurem.

## Charakterystyka
Lawinit uzyskuje się poprzez dodanie do stopionej siarki piasek z domieszką metalu. Ten pozyskiwano z pozostałości po oczyszczaniu odlewów, który gwarantował metalicznie błyszczącą powierzchnię oraz wysoką trwałość wyrobów. W czasie ostygania lawinit jest podatny na pęknięcia.

## Historia
Stop opatentował niemiecki przemysłowiec i wynalazca Willy Henker, który ok. 1912 roku założył w Berlinie pierwszą fabrykę sztucznego marmuru pod nazwą Kunststein-Industrie W. Henker & CO. Działała ona co najmniej do 1936 roku. Henker produkował on m.in. wazy, świeczniki, lampy, żyrandole, rozety oraz litery i szyldy reklamowe. Produkty te cechował wysoki kunszt zdobnictwa. Wyroby z lawinitu są z reguły czarne, niekiedy z kolorowymi detalami, złocone, poddane natryskowi z emalii lub brązu antycznego, rzadziej białe. Na zamówienie oferowano wyroby kolorowe, lawinit marmurkowy oraz zdobiony metalową intarsją. Firma Henkera opatentowała wyroby w stylu secesyjnym i historyzującym. Następnie poszerzyła swój asortyment o produkty art déco, później zaczęto produkować też produkty nawiązujące do estetyki orientalnej i antycznej.
W 1921 r. Willy Henker złożył wniosek o przyznanie patentu na wyrób lawinitu w Stanach Zjednoczonego (udzielony w 1924 r.), Francji (przyznany w 1922 r.) i Austrii (1924). W 1922 r. firma otworzyła swoje biuro i salon sprzedaży pod nazwą Art Industries w Nowym Jorku. Tam wyroby z lawinitu szybko zdobyły popularność, zwłaszcza te nawiązujące do orientu i antyku. Do wzrostu popularności przyczyniły się dwie wystawy w Pittsburgh i Chicago. Na fali sukcesu, Henker sprzedał patent na wyrób stopu w Szwecji i Czechosłowacji. W 1923 r. patent wykupiła polska firma Lavinit. Krupka i Perlicz we Włocławku, działająca do 1939 roku. Włocławska fabryka uzupełniła wzory Henkego o własne produkty, nawiązujące do polskiej tradycji narodowej. Przez krótki okres, począwszy od 1924 roku, przedmioty z lawinitu produkowała też grudziądzka fabryka Wulkanit, która prawdopodobnie nie posiadała praw do jego wyrobu.

## Współczesny odbiór
Obecnie wyroby z lawinitu są wysoko cenione i sprzedawane na aukcjach na całym świecie. Dla porównania, w katalogu aukcji kolekcji Felicji i Antoniego Uniechowskich pt. Moje hobby to moje mieszkanie, która odbyła się 9 lutego 2021 roku w Warszawie, proponowana cena za popiersie ks. Józefa Poniatowskiego z włocławskiej fabryki Lavinint. Perlicz i Krupka wyniosła od 1000 do 1500 złotych. 
Największa w Polsce kolekcja wyrobów lawinitowych, złożona z 63 egzemplarzy znajduje się w Muzeum Ziemi Kujawskiej i Dobrzyńskiej we Włocławku. W 2020 r. MZKiD zorganizowało pierwszą wystawę monograficzną poświęconą wyrobom lawinitowym. Miała ona duży wpływ na popularyzację tematu. Obecnie na zapytanie "lavinit" wyszukiwarka Google odpowiada około 11 tysiącami wyników (stan na 16.01.2022). Dla porównania, do końca 2019 roku były to raptem 42 wyniki. W 2021 roku MZKiD wydało pierwszy katalog poświęcony polskim produktom lawinitowym, pod nazwą Lavinit. Między ceramiką i brązem: Wyroby lawinitowe z lat 1923-1939 w zbiorach Muzeum Ziemi Kujawskiej i Dobrzyńskiej we Włocławku, autorstwa Karoliny Bandziak-Kwiatkowskiej. Produkty fabryki Lavinit. Perlicz i Krupka są eksponowane również w Muzeum Technik Ceramicznych w Kole.